# 博爾頌
博爾頌，（Bolthorn、Bölthorn、Bölthor三種稱呼）。是約頓巨人中的霜巨人一族。他可能是（Ymir）之子，貝斯特拉（Bestla）的父親，奧丁（Odin）的外祖父。在《詩體埃達》中記載他有一名兒子曾經教導奧丁法術或詩歌，有說法認為可能是指的就是密米爾（Mimir）。